# ليبي (لوست)
إليزابيث سميث (باللاتينية: Elizabeth Smith)، المعروفة أكثر باسم ليبي هي شخصية خيالية من المسلسل الأمريكي لوست والذي تم بثه على هيئة الإذاعة الأمريكية (بالإنجليزية: ABC)‏ وقامت بتأدية دورها الممثلة سينثيا واتروس.
كانت ليبي أحد ناجي القسم الخلفي من طائرة أوشيانيك الرحلة 815. إدعت بأنها طبيبة نفسية قبل التحطم، على ما يبدو تركت الكلية الطبية في وقت ما من عامها الأول. بعد أن توحدوا مع ناجي الجزء الأوسط، كان لها علاقة مع هيرلي لم تدم طويلاً. هي امرأة مؤهلة وحنونة وشخصية داعمة، بدت متحفظة بشأن حياتها الخاصة، تعطي معلومات قليلة عندما تُسأل، أو تتجنب الإجابة. أطلق مايكل عليها النار وقتلها بسبب الصدمة، عندما رأته يطلق النار على آنا لوسيا. حاول جاك يائساً أن يبقيها على قيد الحياة، لكنها ماتت لاحقاً متأثرة بجراحها في اليوم 65 من سقوطهم على الجزيرة، قبل أن تتمكن من إخبار أي شخص عن من قتلها.
ليبي نجت من التحطم مع مجموعة أخرى كانوا في مؤخرة الطائرة وكانت مريضه نفسيه في نفس المصح الذي تواجد فيه «هيوغو» الكثير من الغموض يلف هذه الشخصية وبالرغم من انها تقتل في الموسم الثاني على يد مايكل إلا انها لا تزال تظهر في «الفلاش باك» لشخصيات أخرى وعرفنا المزيد عن ماضيها في الموسم الخامس.